# Магтымов, Ихлас Сапармамед оглы
Ихлас Сапармамед оглы Магтымов (туркм. Yhlas Saparmämmet ogly Magtymow, 20 апреля 1992, Берекет, Туркменистан) — туркменский футболист, полузащитник.

## Биография
Ихлас Магтымов родился 20 апреля 1992 года в туркменском городе Берекет.
Всю клубную карьеру провёл в чемпионате Туркменистана. В 2015 году  выступал на позиции полузащитника за «Шагадам» из Туркменбаши. В 2016 годуза «Алтын Асыр» из Ашхабада, в составе которого стал чемпионом и обладателем Кубка страны. В 2017—2018 годах защищал цвета «Балкана»/«Небитчи» из Балканабада. С 2019 года вновь выступает за «Шагадам», в сезоне-2019 в его составе завоевал бронзовую медаль чемпионата Туркменистана.
Выступал за молодёжную сборную Туркменистана. В январе 2012 году в её составе участвовал в международном турнире «Кубок содружества», который проходил в Санкт-Петербурге. Участвовал в четырёх из шести матчей команды. На групповом этапе сыграл против сборных Эстонии (1:0), Казахстана (1:3) и России (0:0), в турнире за 9-12-е места — против сборной Таджикистана (1:1). Во всех поединках выходил на замену, один раз был заменён.
В 2016 и 2019 годах провёл за сборную Туркменистана 7 матчей, мячей не забивал. Дебютным стал товарищеский поединок со сборной Омана (0:1), где он вышел в основном составе. На счету Магтымова три матча отборочного турнира чемпионата мира 2022 года против сборных Южной Кореи (0:2), Ливана (1:2) и Шри-Ланки (2:0), во всех поединках он выходил на замену.

## Достижения

### В качестве игрока
Алтын Асыр
- Чемпион Туркменистана (1): 2016.
- Обладатель Кубка Туркменистана (1): 2016.

 Шагадам
- Бронзовый призёр чемпионата Туркменистана (1): 2019.